# Halové mistrovství České republiky v atletice 2002
Halové mistrovství ČR v atletice 2002 se uskutečnilo ve dnech 16.–17. února 2002 v Praze.

## Medailisté

### Muži
| Soutěž                        | Zlato                                                                  | Stříbro                                                                        | Bronz                                                                      |
| 60 m                          | Roman Zubek a Radek Řechka 6.76                                        | xxx                                                                            | Martin Břeň 6.80                                                           |
| 200 m                         | Radek Zachoval 20.91                                                   | Jiří Vojtík 21.27                                                              | Roman Zubek 21.75                                                          |
| 400 m                         | Jiří Mužík 46.61                                                       | Karel Bláha 46.81                                                              | Jan Poděbradský 47.44                                                      |
| 800 m                         | Stanislav Tábor 1:51.77                                                | Jan Pernica 1:52.28                                                            | Karel Znojil 1:52.28                                                       |
| 1500 m                        | Michal Šneberger 3:57.60                                               | Vladimír Bartůněk 4:00.32                                                      | Petr Hubáček 4:02.62                                                       |
| 3000 m                        | Radim Matyáš 8:27.24                                                   | Petr Pícha 8:29.04                                                             | Robin Vohlídal 8:31.22                                                     |
| 60 m př.                      | Ladislav Burdel 7.75                                                   | Tomáš Dvořák 7.81                                                              | Roman Šebrle 7.85                                                          |
| 4 × 200 m                     | Roman Zubek Jiří Kmínek Jaroslav Černý Milan Kovář Dukla Praha 1:27.16 | Petr Šarapatka Petr Habásko Jindřich Šimánek Michal Uhlík Slavia Praha 1:28.85 | Jaroslav Čech Pavel Jelínek Jaroslav Potůček Jan Kritzbach AK Most 1:29.58 |
| Skok do výšky                 | Svatoslav Ton 227                                                      | Jan Janků 223                                                                  | Tomáš Janků 219                                                            |
| Skok o tyči                   | Martin Kysela 550                                                      | Štěpán Janáček 540                                                             | Aleš Hončl 520                                                             |
| Skok daleký                   | Roman Šebrle 765                                                       | Milan Kovář 756                                                                | Brice Mensah 721                                                           |
| Trojskok                      | Miron Mutyaba 15.65                                                    | Petr Hnízdil 15.41                                                             | Martin Vrběcký 15.33                                                       |
| Vrh koulí                     | Petr Stehlík 19.38                                                     | Josef Rosůlek 19.23                                                            | Michal Oertelt 18.07                                                       |
| Sedmiboj Praha 9. – 10.2.2002 | Jan Poděbradský 5928 bodů                                              | Tomáš Komenda 5878 bodů                                                        | Milan Kohout 5579 bodů                                                     |

### Ženy
| Soutěž                       | Zlato                                                                                 | Stříbro                                                                                  | Bronz                                                                               |
| 60 m                         | Štěpánka Klapáčová 7.46                                                               | Pavla Andrýsková 7.59                                                                    | Zuzana Bičíková 7.68                                                                |
| 200 m                        | Štěpánka Klapáčová 23.84                                                              | Kristina Bažatová 24.87                                                                  | Kristýna Šubrtová 25.04                                                             |
| 400 m                        | Helena Fuchsová 54.10                                                                 | Jitka Burianová 54.69                                                                    | Tereza Žížalová 55.27                                                               |
| 800 m                        | Ludmila Formanová 2:08.18                                                             | Petra Lochmanová 2:08.91                                                                 | Veronika Plesarová 2:13.28                                                          |
| 1500 m                       | Renata Hoppová 4:16.36                                                                | Lenka Švaňhalová 4:26.70                                                                 | Radka Holubová 4:30.19                                                              |
| 3000 m                       | Petra Kamínková 9:18.10                                                               | Radka Holubová 9:20.63                                                                   | Lada Brázdilová 9:37.42                                                             |
| 60 m př.                     | Lucie Martincová 8.28                                                                 | Jana Klečková 8.64                                                                       | Petra Seidlová 8.69                                                                 |
| 4 × 200 m                    | Kristýna Šubrtová Jitka Burianová Tereza Žížalová Helena Fuchsová Olymp Praha 1:38.82 | Lucie Žirková Kateřina Burešová Petra Pazderková Gabriela Proroková Slavia Praha 1:42.90 | Kateřina Nováková Leona Kulichová Zuzana Bičíková Zuzana Bergrová USK Praha 1:43.30 |
| Skok do výšky                | Barbora Laláková 188                                                                  | Iva Straková 184                                                                         | Ivana Dupalová, Petra Lašková a Inge Janků 175                                      |
| Skok o tyči                  | Pavla Hamáčková 430                                                                   | Kateřina Baďurová 430                                                                    | Lucie Palasová 410                                                                  |
| Skok daleký                  | Lucie Komrsková 641                                                                   | Martina Darmovzalová 616                                                                 | Zuzana Bičíková 606                                                                 |
| Trojskok                     | Martina Darmovzalová 13.68                                                            | Monika Turanská 12.69                                                                    | Veronika Navrátíková 12.50                                                          |
| Vrh koulí                    | Věra Pospíšilová 16.60                                                                | Jana Kárníková 15.58                                                                     | Lucie Vrbenská 15.07                                                                |
| Pětiboj Praha 9. – 10.2.2002 | Jana Klečková 4309 bodů                                                               | Jana Korešová 3732 bodů                                                                  | Pavla Fabianová 3567 bodů                                                           |